# La Revanche du prince noir
Pour plus de détails, voir Fiche technique et Distribution.
La Revanche du prince noir (Lo spadaccino misterioso) est un film italien de cape et d’épée réalisé par Sergio Grieco, sorti en 1956,.

## Synopsis
Le duc Ubaldo de Roccamontana veut attaquer Alfonse d’Este et scelle un pacte secret avec l’Espagne. Le jeune Riccardo degli Argentari et Maurizio d’Arcidosso s’opposent à ce complot et Ubaldo, en tyran, décide de les supprimer et fait assassiner par ses sbires le comte Maurizio d’Arcidosso, puis demande à Laura, fille et héritière de ce dernier de l’épouser. Riccardo échappe de peu à la mort. Une lutte sans merci s’engage alors entre Ubaldo et Riccardo,.

## Fiche technique
- Titre original : Lo spadaccino misterioso
- Titre français : La Revanche du prince noir
- Réalisation : Sergio Grieco
- Scénario : Aldo Segri et Ottavio Poggi
- Adaptation : Sergio Grieco et Carlo Veo
- Photographie : Renato Del Frate
- Montage : Enzo Alfonsi
- Musique : Ezio Carabella
- Pays d'origine :  Italie
- Formats : couleur
- Genre : Film de cape et d'épée
- Durée : 92 minutes
- Version française :
- Réalisation de :
- Adaptation française : Lucette Gaudiot et Pierre Michau
- Enregistrement aux studios de : L.T.C Saint Cloud [1],[3]

## Distribution
- Gérard Landry (V.F : Jean-Claude Michel) : le duc Ubaldo de Roccamontana
- Frank Latimore (V.F : Roger Rudel) : Riccardo des Argentieri
- Fiorella Mari
- Tamara Lees
- Enrico Glori
- Gianni Luda[1],[3]